# Cantó de Barr
El cantó de Barr és una antiga divisió administrativa francesa situada al departament del Baix Rin i a la regió d'Alsàcia. Va desaparèixer el 2015.

## Composició
El cantó de Barr aplega 16 comunes :
| Nom alsacià             | Nom francès      | Nom alemany     |
| Àndlöi                  | Andlau           | Andlau          |
| Bàrr                    | Barr             | Barr            |
| Batschwiller (ím Loch)  | Bernardvillé     | Bernhardsweiler |
| Bleschwiller            | Blienschwiller   | Blienschweiler  |
| Dàmbàch                 | Dambach-la-Ville | Dambach         |
| Äschhoffe               | Eichhoffen       | Eichhoffen      |
| Apfig                   | Epfig            | Epfig           |
| Gertwiller              | Gertwiller       | Gertweiler      |
| Heljestain / Heljestään | Heiligenstein    | Heiligenstein   |
| de Hoowàld              | Le Hohwald       | Hohwald         |
| Itterschwiller          | Itterswiller     | Ittersweiler    |
| Míttelbarige            | Mittelbergheim   | Mittelbergheim  |
| Nuutelt                 | Nothalten        | Nothalten       |
| Risfald                 | Reichsfeld       | Reichsfeld      |
| Sampeeter               | Saint-Pierre     | Sankt Peter     |
| Stotze                  | Stotzheim        | Stotzheim       |

## Història
| Data d'elecció | Identitat     | Partit           | Qualitat |
| -------------- | ------------- | ---------------- | -------- |
| 1977-1988      | Guy Sautter   | RPR              |          |
| 1988-2015      | Alfred Becker | RPR, després UMP |          |